# Michael Kämpfer
Michael Kämpfer (* 3. November 1970 in Bonn; † 6. Dezember 2022 in Köln) war ein deutscher Illustrator, freier Cartoonist, und Kölner Gothic-Shop-Betreiber.

## Leben und Wirken
Michael Kämpfer trat erstmals 1994 mit dem Kölner Gothic Comic Immer wenn es Dunkel wird - so schwarz ist Köln an die Öffentlichkeit. Mit der Intention gegen Rassismus und dem damaligen Lebensgefühl zum Thema Gothic, handelt die Geschichte auch vom Kölner Melaten-Friedhof.
Es folgten 2005, als weitere Veröffentlichung aus dem Amerikanischen, das Kinderbuch Dracko Drachenfresser von Cheryl Chapman. Zusammen mit Tine Decker illustrierte er dann die deutschen Übersetzungen aus dem Französischen Die Zaubergeschichten aus der Rue Broca von Pierre Gripari.
Weiterhin wurden Kurzcomics und Cartoons von Kämpfer in diversen Szene-Zeitschriften veröffentlicht, z. B. in der ENTRY, ORKUS und DARK VIBE.
Er wohnte und arbeitete in Köln, wo er einen Gothic-Shop betrieb.
Michael Kämpfer trat auch unter dem Pseudonym Kämpfer als Illustrator in Erscheinung.
Eine kleine Ausstellung fand 1990 im Schaufenster eines Buchladens in der Kölner Severinstraße statt, wo er im Rahmen der Kölner BBS 15 (Schule für Gestaltung / Richard-Riemerschmid-Berufskolleg), die er besuchte, einige Gothic-Cartoons vorstellte. Eine weitere Ausstellung gab es am 11. August 2018 im „Slow-Club“ in Freiburg mit 17 Exponaten.
Michael Kämpfer starb 2022 im Alter von 52 Jahren in Köln an den Folgen eines Hirnaneurysmas. Sein Grab befindet sich auf dem Kölner Melaten-Friedhof.

## Werke
- Immer wenn es dunkel wird - so schwarz ist Köln. Gothic-Comic von Michael Kämpfer, Art of Dark Verlag, Köln 1994, ISBN 3-9803881-0-7.
- Die Metzelmännchen 21 tote Heinzelmännchen. von Michael Kämpfer und Eddy, Art of Dark Verlag, Köln 1995, ISBN 3-9803881-1-5.
- Immer wenn es dunkel wird - so schwarz ist Leipzig. Gothic Comic von Michael Kämpfer, Art of Dark Verlag, Köln 1998, ISBN 3-9803881-2-3.
- Cheryl Chapman: Dracko Drachenfresser. Mit Cartoon von Michael Kämpfer. Palabros de Cologne, Köln 2005, ISBN 3-9806184-7-1.
- Pierre Gripari: Die Zaubergeschichten aus der Rue Broca,. Dreizehn Erzählungen der Kindergeschichten: Les contes de la rue Broca. Aus dem Französischen. Mit SW-Illustrationen von Tine Decker und Michael Kämpfer. Palabros de Cologne, Köln 2011, ISBN 978-3-9813632-0-3.
- Immer wenn es dunkel wird - Anektötchen und andere Zwischenfälle. Gothic Comic von Michael Kämpfer in Zusammenarbeit mit Michael Zöller, Art of Dark Verlag, Köln 2017, ISBN X-1007-0349-4.
- Diverse Motive seiner Comicbilder sind auch als Postkarten erhältlich.